# Calyptrochaeta nutans
Calyptrochaeta nutans är en bladmossart som beskrevs av David Maughan Churchill 1989. Calyptrochaeta nutans ingår i släktet Calyptrochaeta och familjen Hookeriaceae. Inga underarter finns listade i Catalogue of Life.